# 면온 나들목
면온 나들목(Myeonon IC)은 강원특별자치도 평창군 봉평면 면온리에 설치된 영동고속도로의 31번 교차로이다. 인근에 휘닉스 평창(스키장, 골프장)이 있다.

## 연혁
- 1975년 10월 14일 : 영동고속도로 새말 ~ 강릉 구간 개통에 따라 면온 교차로라는 이름의 평면 교차로로 영업 개시[1]
- 1997년 11월 18일 : 1999년 12월까지 나들목 건설 공사로 인해 강원도 평창군 봉평면 면온리 1.1 km 구간 도로구역 변경[2]
- 1999년 7월 15일 : 새말 요금소 ~ 월정 요금소 구간이 왕복 4차선으로 확장 개통되면서 기존 길음 교차로 부지로 나들목을 이전, 나들목에 요금소를 설치하고 통행료 징수 개시[3]

## 구조물 정보
- 위치: 강원특별자치도 평창군 봉평면 면온리
- 영업소: 강원특별자치도 평창군 봉평면 태기로 627

## 접속하는 도로
- 지방도 제408호선 (태기로)

## 교통량 정보
| 요금소        | 통행량 (대/일) | 통행량 (대/일) | 통행량 (대/일) | 통행량 (대/일) | 통행량 (대/일) | 통행량 (대/일) | 통행량 (대/일) | 통행량 (대/일) | 통행량 (대/일) | 통행량 (대/일) | 각주  |
| 요금소        | 2001년         | 2002년         | 2003년         | 2004년         | 2005년         | 2006년         | 2007년         | 2008년         | 2009년         | 2010년         | 각주  |
| ------------- | -------------- | -------------- | -------------- | -------------- | -------------- | -------------- | -------------- | -------------- | -------------- | -------------- | ----- |
| 면온 (폐쇄식) | 1,149          | 1,429          | 1,830          | 1,926          | 1,876          | 1,874          | 1,845          | 1,906          | 1,816          | 1,821          | [ 4 ] |
| 요금소        | 2011년         | 2012년         | 2013년         | 2014년         | 2015년         | 2016년         | 2017년         | 2018년         | 2019년         |                | [ 4 ] |
| 면온 (폐쇄식) | 1,828          | 1,829          | 1,860          | 1,834          | 1,865          | 2,084          | 2,103          | 1,689          | 1,668          |                | [ 4 ] |